# Мадонна із немовлям (Лоренцетті, Брера)
«Мадо́нна із немовля́м» (італ. Madonna col Bambino) — картина італійського живописця Амброджо Лоренцетті. Створена приблизно у 1320 році. Зберігається в Пінакотеці Брера у Мілані (в колекції з 1947 року).

## Опис
Попри умови зберігання, втрачається синьо-лазуровий колір покривала Мадонни, втім дошка зберегла живе сприйняття реальності, яке характерне для творчості Лоренцетті і для Сієнської школи XIV століття у цілому. Твір відноситься до раннього періоду творчості художника, відображаючи вплив Джотто, зокрема, у монументальності тривимірних фігур, що поміщені на вишуканому золотому фоні, у пошуках духовного взаємозв'язку персонажів. 
На картині зображена Діва Марія із немовлям Ісусом, якого вона тримає на руках. Марія, одягнена у чудово розшите покривало, має серйозний, і, у той самий час, ніжний погляд, зображена з косою — зачіска, що була типовою для середньовічної Сієни. Мадонна підтримує немовля, підклавши на руку покривало бузкового кольору. Міцно переповите немовля дригає ніжками, а погляд його на Мадонну сповнений ласкавої ніжності. Художник прагнув упевнено зобразити глибину, що підкреслено м'якими переходами тіней на обличчі. 